# Hipparcos
Hipparcos (High Precision Parallax Collecting Satellite), abreviat HIP, va ser un satèl·lit astromètric llançat per l'Agència Espacial Europea (ESA) i dedicat a mesurar el paral·laxi i els moviments propis de més de 2,5 milions d'estrelles a menys de 150 pc de la Terra. Els resultats es van publicar en forma d'un catàleg estel·lar conegut com a Catàleg Tycho.
El projecte Hipparcos va ser proposat l'any 1980. Va ser llançat per un coet Ariane 4 el 18 d'agost de 1989 i la missió es va donar per acabada el 17 d'agost de 1993.

## Catàlegs publicats
El catàleg final d'Hipparcos va ser el resultat de la comparació crítica i la fusió de les dues anàlisis (consorcis NDAC i FAST), i conté 118.218 entrades (estrelles o estrelles múltiples), corresponents a una mitjana d'unes tres estrelles per grau quadrat en tot el cel. La precisió mitjana dels cinc paràmetres astromètrics (Hp <9 mag) va excedir els objectius originals de la missió, i estan entre 0,6-1,0 msa. Unes 20.000 distàncies es van determinar a millor que 10%, i 50.000 a millor que 20%. La relació inferida d'errors externs a estàndard és ≈1.0-1.2, i els errors sistemàtics estimats estan per sota de 0,1 msa. El nombre d'estrelles dobles o múltiples resoltes o sospitades és de 23.882. Les observacions fotomètriques van donar una fotometria de diverses èpoques amb un nombre mitjà de 110 observacions per estrella, i una precisió fotomètrica mitjana (Hp <9 mag) de 0,0015 mag, amb 11,597 entrades, va ser identificada com a variable o possiblement variable.
Per als resultats del mapejador d'estrelles, l'anàlisi de dades va ser dut a terme pel Tycho Data Analysis Consortium (TDAC). El catàleg de Tycho comprèn més d'un milió d'estrelles amb 20-30 mil·lisegons d'arc d'astrometria i dos colors (banda B i V) (fotometria).
Els catàlegs finals d'Hipparcos i Tycho es van completar a l'agost de 1996. Els catàlegs van ser publicats per l'ESA en nom dels equips científics el juny de 1997.
Una anàlisi més extens de les dades del mapejador d'estrelles (Tycho) va extreure estrelles febles addicionals del corrent de dades. Combinat amb les velles observacions de la placa fotogràfica realitzades diverses dècades abans com a part del programa del catàleg d'Astrographic, el catàleg de Tycho-2 de més de 2.5 milions d'estrelles (i totalment que substitueix el catàleg original de Tycho) va ser publicat en 2000.
Els catàlegs Hipparcos i Tycho-1 es van utilitzar per crear l'Atles d'estrelles del mil·lenni: un atles de tot el cel d'un milió d'estrelles de la magnitud visual 11. També s'inclouen uns 10.000 objectes no estel·lars per complementar les dades del catàleg.
Entre 1997 i 2007, van continuar les investigacions sobre efectes subtils en l'actitud del satèl·lit i el calibratge de l'instrument. Es van estudiar diversos efectes en les dades que no s'havien explicat completament, com les discontinuïtats de la fase d'exploració i els salts d'actitud induïts per micrometeorits. Una re-reducció dels passos associats de l'anàlisi es va dur a terme finalmente. Això ha portat a una precisió astromètrica millorada per a estrelles més brillants que Hp = 9,0 mag, aconseguint un factor d'al voltant de tres per a les estrelles més brillants (Hp <4,5 mag), a el temps que subratlla la conclusió que el catàleg d'Hipparcos publicat originalment és generalment fiable dins de les precisions citades. Totes les dades del catàleg estan disponibles en línia des del Centre de Dades astronòmiques d'Estrasburg.